# Horsfieldia pilifera
Horsfieldia pilifera är en tvåhjärtbladig växtart som beskrevs av Markgraf. Horsfieldia pilifera ingår i släktet Horsfieldia och familjen Myristicaceae. Inga underarter finns listade i Catalogue of Life.